# متروسدرس
المتروسدرس أو شَمَرْداس' (الاسم العلمي: Metrosideros) هو جنس من النباتات يتبع فصيلة الآسية من رتبة الآسيات. الأسم العلمي مشتق من الكلمتان الإغريقيتان «ميترا» وتعني خشب و«سيدرون» وتعني حديد أي الخشب الحديدي.

## أنواع
- متروسدرس متعدد الأشكال (الاسم العلمي: Metrosideros polymorpha) أو اللهوع
- متروسدرس متعالي (الاسم العلمي: Metrosideros excelsa) أو البوتوكاوا وهي الزهرة الوطنية لنيوزيلندا